# Musée d'histoire de Ningbo
Le musée de Ningbo (chinois : 宁波博物馆) ou musée historique de Ningbo est un musée dans la ville Ningbo dans la province du Zhejiang, en Chine. Il est situé dans le district de Yinzhou et a été ouvert le 5 décembre 2008. Le musée se concentre sur l'histoire de Ningbo, ses coutumes et traditions.
Le musée a été conçu par l'architecte Wang Shu, qui en 2012 a remporté le prix Pritzker d'architecture. Le concept architectural du musée est une combinaison de la montagne, de l'eau et de l'océan, pour exprimer l'importance de la mer de Chine orientale dans l'histoire de Ningbo. Les caractéristiques architecturales de l'habitat vernaculaire de la région du Jiangnan sont intégrés dans la conception du musée par des décorations faites de tuiles anciennes et bambou. Le musée de Ningbo a remporté le prix Lu Ban en 2009.

## Architecture

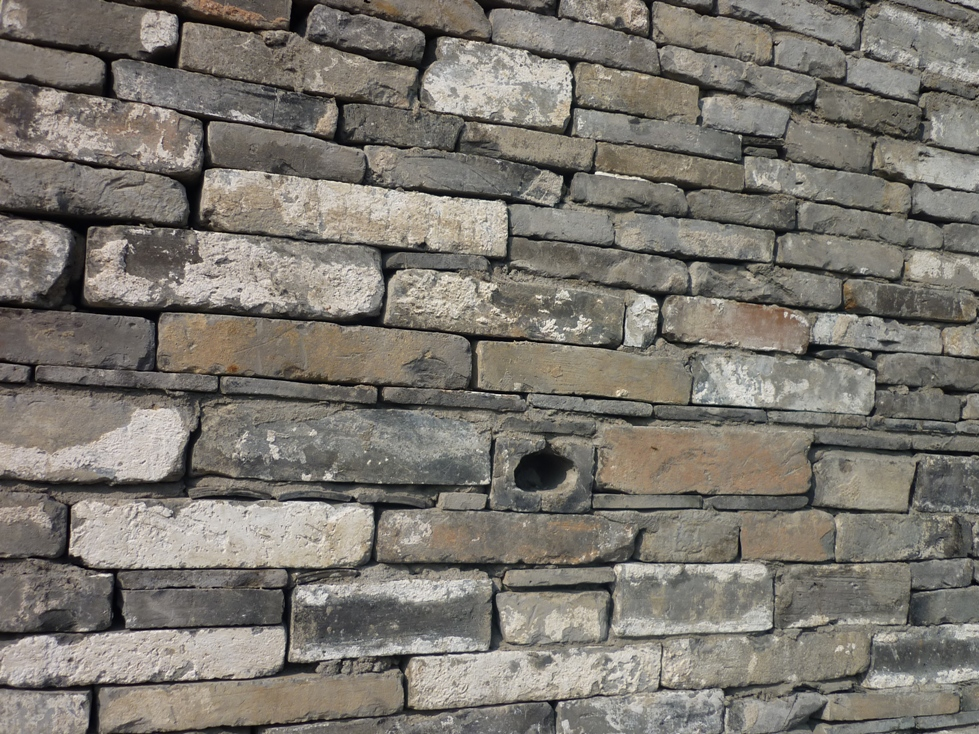
Détail du mur, fait de vieilles tuiles

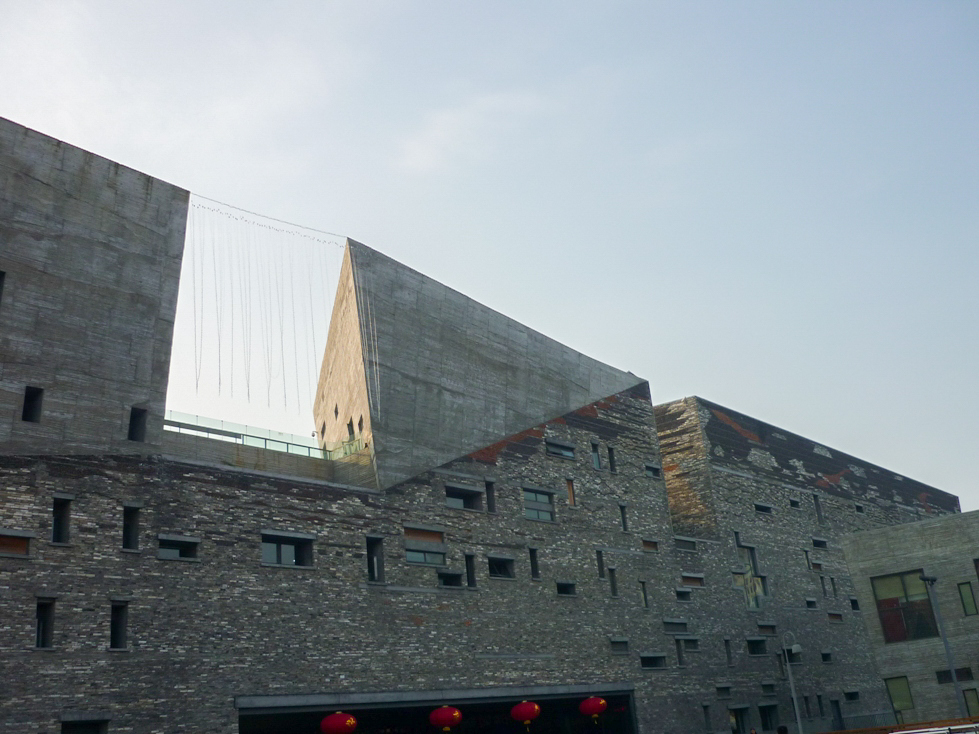
Volumes et couleurs/matières

Le musée de Ningbo est conçu par Wang Shu, le premier chinois à remporter le prix Pritzker, connu pour sa capacité à associer des matériaux traditionnels et une architecture contemporaine. Le design du musée est une combinaison conceptuelle de montagnes, d'eau et des océans. Le premier étage du musée est construit comme une partie entière, tandis que le bâtiment commence à s’effilocher au deuxième étage, donnant à l'ensemble un air de montagne ainsi que de bateau. Cette conception fait une allusion symbolique à la caractéristique géographique de Ningbo et à l'importance de la mer et du commerce qui en découle dans l'histoire de la ville.
La décoration de la paroi externe du musée est faite de deux façons. Certains murs sont décorés par des millions de tuiles recueillies dans les zones locales. Ce genre de décoration était anciennement un moyen économique et commun de construire des maisons dans la région quand l'utilisation du ciment n'était pas encore répandue. D'autres murs sont décorés avec des bambous recouvert de ciment. En effet, Wang Shu voulait utiliser des matériaux de remploi (dont des portes et des fenêtres) récupérées sur le site du chantier, afin de réaliser un parement qui puisse être l'occasion pour les habitants de renouer avec leur propre histoire. Ce qui fait du Musée de Ningbo, le premier musée construit avec des matériaux réutilisés. Le pavillon Ningbo Tengtou de l'Exposition universelle de 2010 à Shanghai a également utilisé cette méthode de construction.

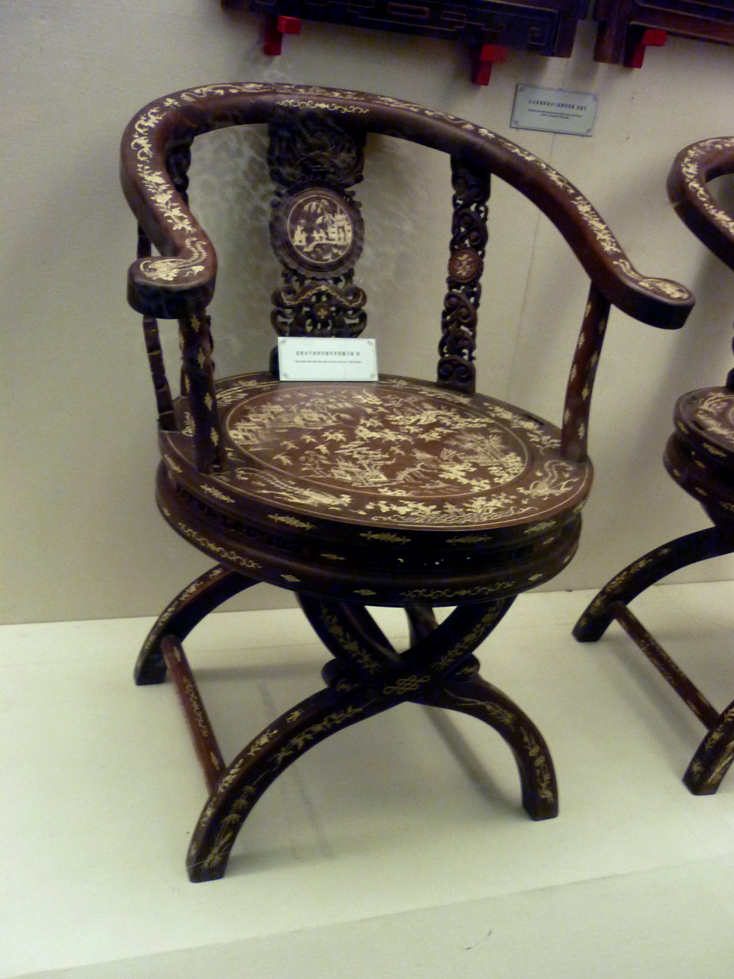
Chaise sculptée avec incrustations d'os, faite à Ningbo sous la dynastie Qing

## Les expositions permanentes

### Exposition de l'histoire de Ningbo
Situé au deuxième étage du musée, c'est l'exposition principale du musée, retraçant l'histoire de Ningbo depuis la culture de Hemudu (vers 5500-3300 avant l'ère commune) jusqu'à celle de la République de Chine. L'exposition se concentre sur les cultures anciennes, l'expansion de la ville, le développement à l'Est du Zhejiang, le commerce et ses hommes d'affaires. Une grande quantité d'objets, de photographies historiques et de modèles sont présentés.

### Exposition des coutumes de Ningbo
Cette exposition est située au troisième étage du musée. Des modèles en cire, des reconstitutions de bâtiments et des techniques modernes sont utilisées pour montrer une rue commerçante traditionnelle de Ningbo. Le patrimoine culturel immatériel de la ville y a également sa place.

### Exposition d'objets d'art en bambou
Cette exposition est située au troisième étage du musée et affiche des objets anciens en bambou donnés par Qin Bingnian, le fils du collectionneur, Qin Kangxiang.